# Арсеньев, Флегонт Арсеньевич
Флего́нт Арсе́ньевич Арсе́ньев (2 [14] апреля 1832, Красное на Шексне — 18 [30] ноября 1889, Усть-Сысольск, Вологодская губерния) — автор охотничьих рассказов, этнограф, краевед.

## Биография
Родился 2 апреля 1832 года в селе Красном Моложского уезда Ярославской губернии, незаконнорожденный сын небогатого помещика и крепостной. Фамилию и отчество получил от крёстного — уездного исправника Арсения. Был оставлен в доме родителя и воспитывался как барчонок.
Образование получил в Романовоборисоглебском уездном училище (1849—1851) и в гимназических классах Демидовского лицея в Ярославле (1854—1857, не до конца курса).
Преподавал русский язык в Усть-Сысольском второразрядном уездном женском училище (1858—1861, был и одним из инициаторов его открытия), затем в училище в Вологде (1861—1867), где преподавал также и географию. В 1863 году открыл в Вологде первую частновладельческую публичную библиотеку, которую позже пожертвовал в женскую прогимназию Усть-Сысольска.
В 1867 году занял место секретаря Вологодского статистического комитета; затем был чиновником по крестьянским делам; одновременно редактировал неофициальную часть «Вологодских губернских ведомостей». В 1879—1881 годах издавал «Вологодский сборник». С 1882 года состоял чиновником по крестьянским делам Усть-Сысольского уезда Вологодской губернии. С 1885 года был почётным мировым судьёй по Усть-Сысольскому и Яренскому уездам. Был активным деятелем усть-сысольского уездного земства.
В своих хозяйствах развивал молочное дело: строил заводы сыроваренные и сливочного масла. В Усть-Сысольске вблизи центра города построил два деревянных дома; один для своей семьи, другой для сдачи под постой — в нём при Арсеньеве помещалась почтовая контора. Был награждён орденом Святого Владимира.
Умер 18 (30) ноября 1889 года, дослужившись до статского советника. Похоронен возле Кирульской церкви в Усть-Сысольске, могила затеряна.

## Семья
Вскоре после перевода учителем в Вологду женился на молодой бездетной вдове помещице Пироговой и стал хозяином поместья. Та вскоре умерла, и Арсеньев женился на вдове-помещице Бердяевой, у которой было 2 сына, дослужившихся впоследствии до больших военных чинов; имел с ней дочь Ольгу. Когда умерла Бердяева, Арсеньев женился на дворянке-девице Сахновской, с которой жил до своей смерти, она родила ему дочь Марию и сыновей Андрея и Владимира.

## Труды
В 1858 году напечатал в «Отечественных записках» (№ 4) посвященный С. Т. Аксакову свой первый охотничий рассказ. Его охотничьи рассказы публиковались в журналах «Время», «Журнал коневодства и охоты», «Журнал охоты», «Природа и охота»; в 1864 и 1885 (недоступная ссылка) годах они выходили отдельными изданиями. Выборки из них печатались и в советское время. В написании охотничьих рассказов Арсеньеву помогал проживший при нём всю жизнь его слуга Абрам, такой же заядлый охотник как и хозяин.
Прочие литературные труды Арсеньева посвящены географическо-статистическому описанию и изучению быта Вологодского и Пришекснинского края; печатались они в местных и столичных журналах и изданиях. В библиографических справочниках и указателях упоминается свыше 50 работ Ф. А. Арсеньева. Отдельно им изданы: «Речная область Шексны» (Ярославль, 1864); «Зыряне и их охотничьи промыслы» (Москва, 1873); «Хозяйственно-статистический очерк Вологодской губернии, составленный по сведениям за 1869 год» (Вологда, 1873); «Очерк кустарных промыслов в Вологодской губернии» (Вологда, 1882); «Вологодская губерния»; «Ульяновский монастырь у зырян» (1889 (недоступная ссылка), 1995).
Арсеньев иногда делал в свои произведения вставки из разных печатных источников, не давая ссылку на оригинал (например, статья 1879—1880 годов «Пётр Великий в Вологде и на Севере России» являющаяся перепечаткой статьи 1860 года Н. И. Суворова «О посещениях г. Вологды Петром Великим»); ставил своё авторство под чужими произведениями (статья «Движение населения Вологодской губернии за десятилетний период (с 1867 по 1877 г.)», написанная политическим ссыльным П. С. Поливановым; книга «Ульяновский монастырь у зырян», третья глава которой (большая часть книги) представляет собой повествование монаха Арсения, а вторая и чётвёртая — выдержки из трёх неуказанных источников).